# Oeda mirandai
Oeda mirandai är en insektsart som beskrevs av Fonseca 1951. Oeda mirandai ingår i släktet Oeda och familjen hornstritar. Inga underarter finns listade i Catalogue of Life.